# Zdołbunów (stacja kolejowa)
Zdołbunów (ukr. Здолбунів) – stacja kolejowa w Zdołbunowie, w Obwodzie rówieńskim, na Ukrainie. Jest częścią Kolei Lwowskiej.

## Historia
Stacja została otwarta w 1873 roku jako część linii kolejowej Koziatyn – Zdołbunów – Kowel zbudowanej w latach 1871–1876. W 1874 roku ukończono linię do Radziwiłłowa (wówczas granica rosyjsko-austriacka) z dostępem do Lwowa.
W II Rzeczypospolitej na stacji odbywały się kontrole celno-paszportowe składów podążających z i do Związku Sowieckiego przez przejście w Mohylanach. Kontrole po stronie sowieckiej odbywały się w Szepietówce.
W latach 1964–1965 zelektryfikowano trasę Fastów – Szepetówka – Zdołbunów – Krasne, a odcinek Zdołbunów – Kowel został zelektryfikowany w okresie od 1999 do 2001 roku.
Na stacji zatrzymują się elektryczne pociągi podmiejskie oraz pociągi dalekobieżne. Pociągi dalekobieżne kursują do Charkowa, Dnipra, Iwano-Frankiwska, Kowla, Lwowa, Kijowa, Użhorodu, Moskwy, Mukaczewa, Odessy i Chełma.
Pociągami podmiejskimi (elektriczka) można dojechać do Dubna, Krasnego, Lwowa, Równego, Łucka, Kowla, Mohylan, Szepetówki i Sarny.